# Restevattnet
Restevattnet är en sjö i Uddevalla kommun i Bohuslän och ingår i Göta älv-Bäveåns kustområde. Sjön är 18,5 meter djup, har en yta på 0,179 kvadratkilometer och befinner sig 78,8 meter över havet. Sjön avvattnas av vattendraget Restebäcken.

## Delavrinningsområde
Restevattnet ingår i det delavrinningsområde (646710-127260) som SMHI kallar för Mynnar i havet. Medelhöjden är 80 meter över havet och ytan är 16,56 kvadratkilometer. Det finns inga avrinningsområden uppströms utan avrinningsområdet är högsta punkten. Avrinningsområdets utflöde Restebäcken mynnar i havet. Avrinningsområdet består mestadels av skog (56 %), öppen mark (13 %) och jordbruk (24 %). Avrinningsområdet har 0,44 kvadratkilometer vattenytor vilket ger det en sjöprocent på 0,7 %. Bebyggelsen i området täcker en yta av 2,01 kvadratkilometer eller 3 % av avrinningsområdet.